# Gerusalemme (piroscafo)
Il Gerusalemme è stato un piroscafo misto merci-passeggeri. Consegnato nel 1920 al Lloyd Triestino con il nome di Cracovia, nel 1934 fu ribattezzato Gerusalemme e nel 1937 passò all'Adriatica di Navigazione. Catturato dai britannici durante la seconda guerra mondiale, fu poi restituito all'Adriatica e noleggiato alle altre compagnie Finmare, venendo demolito nel 1952.

## Caratteristiche
Il Cracovia era un piroscafo misto; lungo 135 metri e largo 16, disponeva di sistemazioni per quasi 200 passeggeri (150 in prima classe e 47 in seconda) e di quattro ampie stive per il carico, con un volume complessivo di 7 200 metri cubi. Si differenziava dal gemello Pilsna per il diverso apparato motore, essendo dotato di due turbine a semplice riduzione in luogo delle più tradizionali macchine alternative a vapore. 
Tra il 1933 e il 1934 il piroscafo, ribattezzato Gerusalemme, fu sottoposto a lavori di ristrutturazione per adeguarlo al servizio sulla linea per la Palestina, durante i quali le sistemazioni passeggeri furono aumentate a 440. Nel 1947, dopo i lavori di ripristino e adattamento al servizio per migranti eseguiti a Genova, il Gerusalemme disponeva di 73 posti in prima classe, 85 in classe turistica e 408 in terza classe.

## Servizio
Il Cracovia fu ordinato al cantiere navale San Rocco di Muggia dal Lloyd Austriaco insieme ad altre tre unità gemelle (Hungaria, Innsbruck e Pilsna). In seguito all'impostazione dei primi due piroscafi, il progetto dei rimanenti fu alterato, allungandoli di circa nove metri; il Cracovia fu ulteriormente differenziato dai gemelli dall'apparato motore, essendo stato dotato di due turbine a vapore al posto delle macchine alternative installate sugli altri. Il Cracovia fu impostato il 18 aprile 1914 e varato il 9 ottobre 1915, venendo in seguito rimorchiato presso l'Arsenale del Lloyd Austriaco per completarne l'allestimento. I lavori si protrassero a lungo per via della guerra e il Cracovia fu consegnato alla compagnia di navigazione, nel frattempo ribattezzata Lloyd Triestino, solo il 13 novembre 1920. Requisito per effettuare trasporto di truppe, nel 1921 entrò finalmente in servizio sulla linea celere tra Trieste e Bombay.
A partire dall'agosto 1930 il Cracovia fu trasferito sulla linea per l'Estremo Oriente. Nel 1932, in seguito alla prima fase di riorganizzazione delle linee sovvenzionate, la flotta del Lloyd Triestino si arricchì di diverse unità e il Cracovia divenne superfluo, venendo quindi posto in disarmo. Rimasto perlopiù inoperoso nei due anni seguenti, nell'ottobre 1933 fu inviato all'Arsenale Triestino per essere adattato al servizio sulla linea per migranti verso la Palestina. Rinominato Gerusalemme, tornò in servizio il 14 marzo 1934. Nel 1937, in seguito alla seconda fase di riorganizzazione delle linee sovvenzionate, il Gerusalemme fu assegnato all'Adriatica di Navigazione, continuando a essere impiegato sulla linea per la Palestina.
Con l'inizio della seconda guerra mondiale, nel novembre 1939 il Gerusalemme fu spostato sulla linea per Alessandria d'Egitto, Haifa e Beirut, venendo poi noleggiato nel febbraio successivo al Lloyd Triestino, che lo destinò al collegamento tra Trieste e Durban. All'ingresso in guerra dell'Italia, il 10 giugno 1940, il piroscafo si trovava a Durban; riuscì a rifugiarsi nel porto mozambicano di Lourenço Marques, sfuggendo all'incrociatore ausiliario britannico HMS Ranchi, e vi rimase internato fino all'armistizio. Passato sotto il controllo portoghese, nel marzo 1944 il Gerusalemme fu preso in carico al Ministry of War Transport britannico, venendo posta in disarmo a Durban. Nel gennaio 1945 il Gerusalemme fu convertito in nave ospedale, venendo in seguito usato anche come trasporto truppe. Nell'aprile 1947 fece ritorno a Venezia e riprese bandiera italiana. Essendo una tra le poche navi passeggeri di dimensioni consistenti sopravvissuta al conflitto, fu sottoposto a lavori di ripristino e noleggiato all'Italia di Navigazione, partendo il 30 agosto da Genova per Buenos Aires. Con l'entrata in servizio delle unità della classe Navigatori, a luglio 1948 il Gerusalemme fu spostato su una nuova linea da Genova per La Guaira, Cartagena e Cristóbal, venendo poi inviato in cantiere, a settembre 1948, in previsione di un nuovo noleggio al Lloyd Triestino. A ottobre il Gerusalemme entrò nuovamente in servizio sulla linea per Durban, alternando partenze da Genova e Trieste. Rimase in servizio su questo collegamento fino al gennaio 1952, quando fu restituito all'Adriatica vista l'ormai imminente ingresso in linea della nuova motonave Africa; ormai obsoleto, il Gerusalemme fu venduto a un cantiere di Savona per la demolizione, che fu completata nel gennaio 1953.

## Navi gemelle
- Galilea